# Dolmen von Bignon

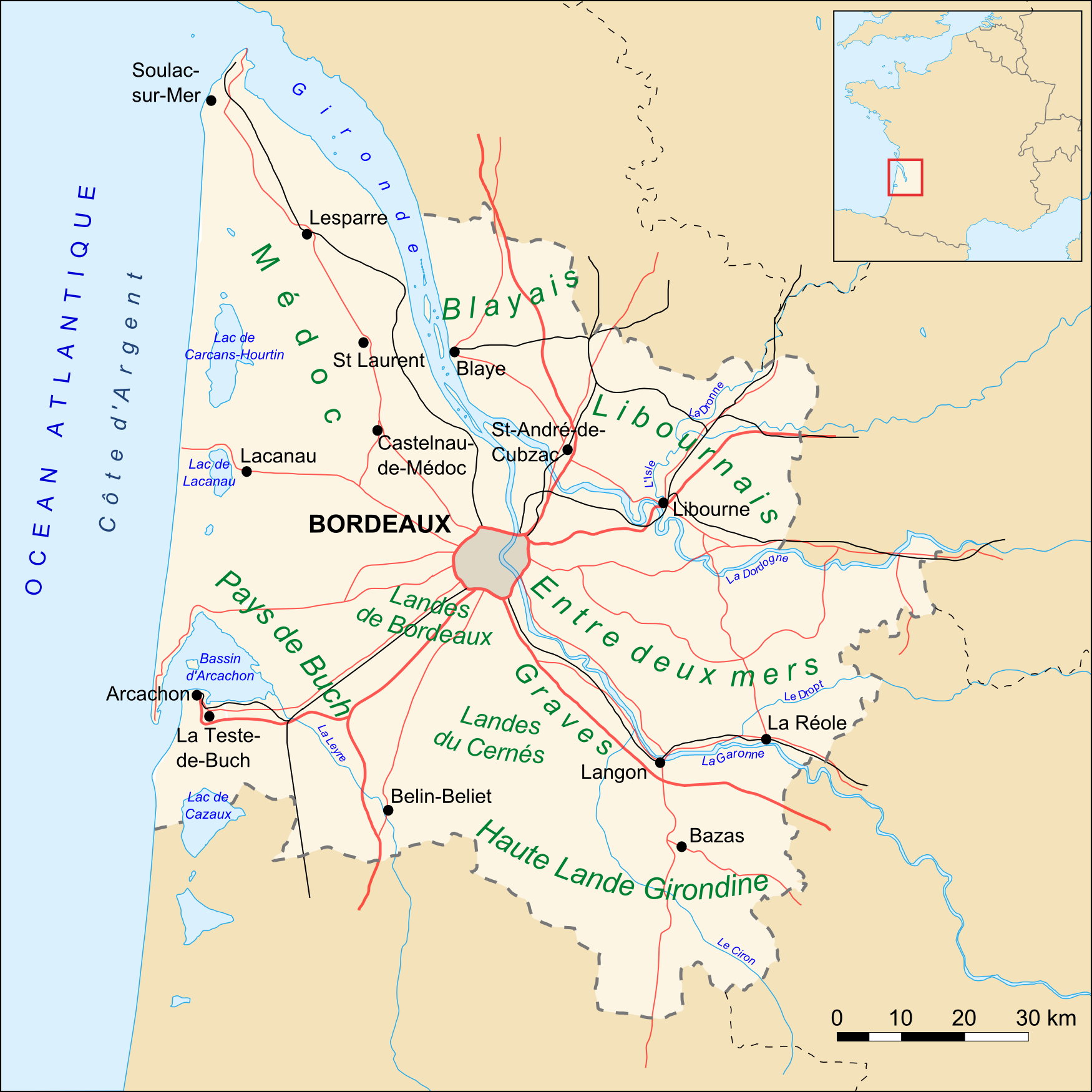
Lage von Libourne

Die Dolmen von Bignon (auch Nécropole von Bignon oder Allée couverte von Frontenac genannt) liegen südwestlich von Frontenac im Kanton L’Entre-deux-Mers, bei Libourne im Département Gironde in Frankreich.
Dieses megalithische Ensemble umfasst drei nahe beieinander liegende, weitgehend zerstörte Denkmäler. Die am besten erhaltene Struktur ist eine aus zwei parallelen Reihen von Orthostatengassen ohne Deckenplatten. In der Nähe liegt ein zerstörter Dolmen, von dem nur noch ein Tragstein steht. Das dritte Monument ist eine verlagerte Platte, die auf einem Hügel liegt.
In der Nähe liegt die Allée couverte von Roquefort.